# کاچکینوو
کاچکینوو (انگلیسی: Kachkinovo) یک شهرک در شهرستان بیژبولیاکسکی باشقیرستان کشور روسیه است.